# I'm Not There
I'm Not There es una película estadounidense dramática-musical de 2007 escrita y dirigida por Todd Haynes. Se trata de una biopic sobre la figura del legendario cantautor estadounidense Bob Dylan.
La película fue nominada al Óscar, Premio del Sindicato de Actores y al BAFTA y fue ganadora del Globo de Oro a la mejor actriz de reparto para Cate Blanchett por su interpretación en el papel de Jude Quinn.

## Reparto
| - Cate Blanchett - Heath Ledger - Charlotte Gainsbourg - Richard Gere - Christian Bale - Julianne Moore - Ben Whishaw - Marcus Carl Franklin - Kris Kristofferson | - Don Francks - Roc LaFortune - Larry Day - Paul Cagelet - Pierre-Alexandre Fortin - Richie Havens - Tyrone Benskin - Kim Roberts - Michelle Williams |

## Premios

### Óscar
| Año  | Categoría               | Persona        | Resultado |
| ---- | ----------------------- | -------------- | --------- |
| 2007 | Mejor actriz de reparto | Cate Blanchett | Candidata |

### Globos de Oro
| Año  | Categoría               | Persona        | Resultado |
| ---- | ----------------------- | -------------- | --------- |
| 2008 | Mejor actriz de reparto | Cate Blanchett | Ganadora  |

### Premios BAFTA
| Año  | Categoría               | Persona        | Resultado |
| ---- | ----------------------- | -------------- | --------- |
| 2007 | Mejor actriz de reparto | Cate Blanchett | Candidata |

### Premios del Sindicato de Actores
| Año  | Categoría               | Persona        | Resultado |
| ---- | ----------------------- | -------------- | --------- |
| 2007 | Mejor actriz de reparto | Cate Blanchett | Candidata |